# Dictyotaceae
Ne doit pas être confondu avec Dictyochaceae.
Famille
Les Dictyotaceae sont une famille d’algues brunes de l’ordre des Dictyotales. 

## Étymologie
Le nom vient du genre type Dictyota, dérivé du grec δικτυο/ diktyo, « filet ; réseau », en référence à la structure de la fronde de la plante, en forme de filet.

## Liste des tribus et genres
| Selon AlgaeBase (21 août 2017) : - Dictyotopsis W.Troll - Exallosorus J.A.Phillips - Newhousia Kraft, G.W.Saunders, I.A.Abbott & H.J.Haroun - Stoechospermum Kützing - Stypopodium Kützing - tribu des Dictyoteae Greville - Bicrista Kuntze - Canistrocarpus De Paula & De Clerck - Dichophyllium Kützing - Dictyota J.V.Lamouroux - Dilophus J.Agardh - Herringtonia Kraft - Rugulopteryx De Clerck & Coppejans - Vaughaniella Børgesen - tribu des Zonarieae O.C.Schmidt - Chlanidophora J.Agardh - Dictyopteris J.V.Lamouroux - Distromium Levring - Homoeostrichus J.Agardh - Lobophora J.Agardh - Lobospira Areschoug - Padina Adanson - Pavonia Roussel - Scoresbyella Womersley - Spatoglossum Kützing - Taonia J.Agardh - Zonaria C.Agardh | Selon World Register of Marine Species (21 août 2017) : - tribu des Dictyoteae Greville - Bicrista Kuntze, 1898 - Canistrocarpus De Paula & De Clerck, 2006 - Dictyota J.V.Lamouroux, 1809 - Herringtonia Kraft, 2009 - Pachydictyon J.Agardh, 1894 - Rugulopteryx De Clerck & Coppejans, 2006 - tribu des Zonarieae - Chlanidophora J.Agardh, 1894 - Dictyopteris J.V.Lamouroux, 1809 - Distromium Levring, 1940 - Lobophora J.Agardh, 1894 - Lobospira Areschoug, 1854 - Padina Adanson, 1763 - Spatoglossum Kützing, 1843 - Taonia J.Agardh, 1848 - Vaughaniella Børgesen, 1950 - Zonaria C.Agardh, 1817 - Dictyotopsis Troll, 1931 - Exallosorus J.A.Phillips, 1997 - Newhousia Kraft, G.W.Saunders, I.A.Abbott & H.J.Haroun, 2004 - Padinopsis Ercegovic, 1955 - Scoresbyella Womersley, 1987 - Stoechospermum Kützing, 1843 - Stypopodium Kützing, 1843 | Selon ITIS (21 août 2017) : - Dictyopteris - Dictyota J. V. Lamour. - Dilophus J. Agardh - Lobophora J. Agardh - Neurocarpus - Pachydictyon - Padina Adans. - Spatoglossum - Stypopodium J. Agardh - Syringoderma - Taonia - Zonaria |

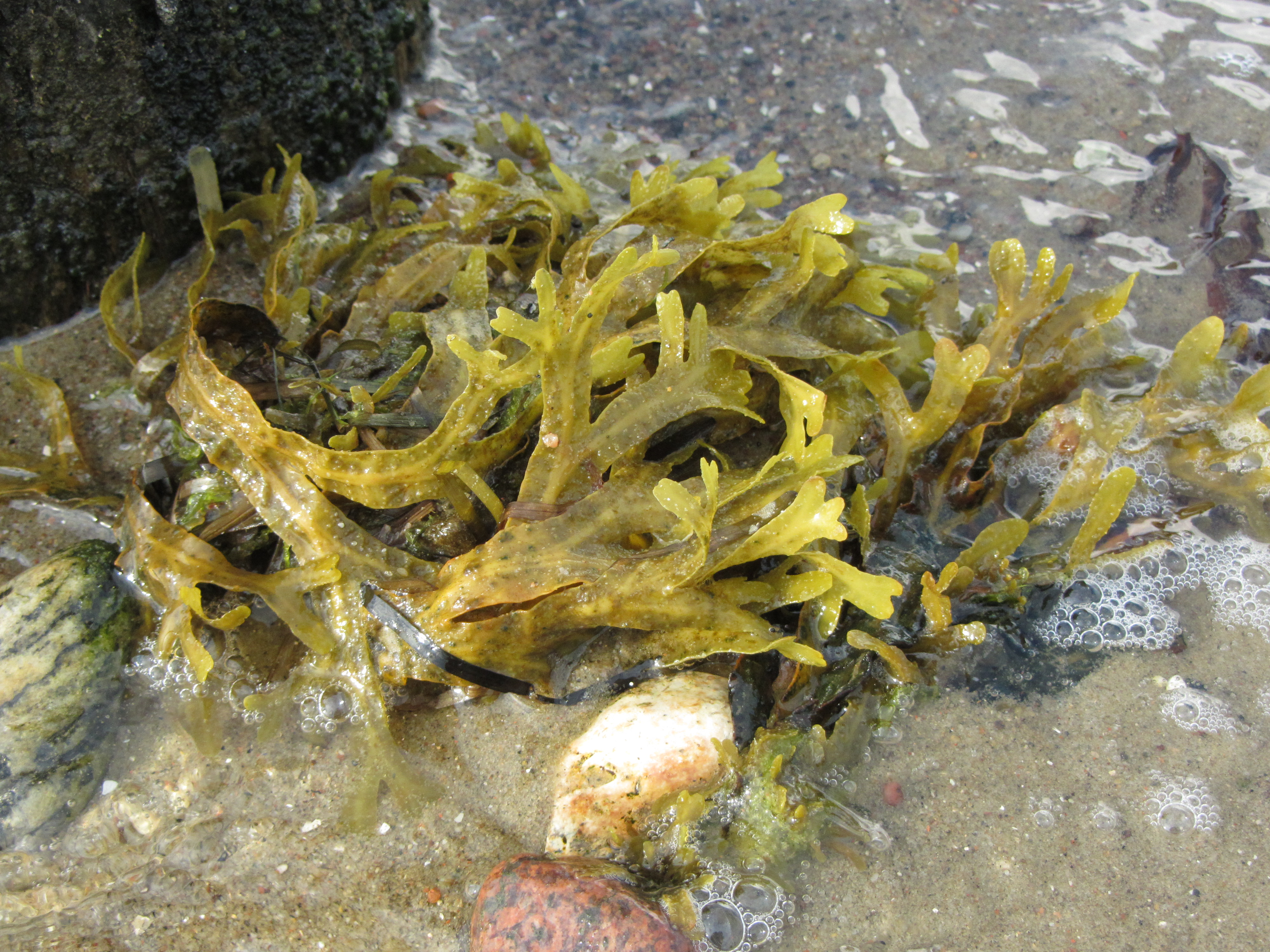
Dictyopteris polypodioides
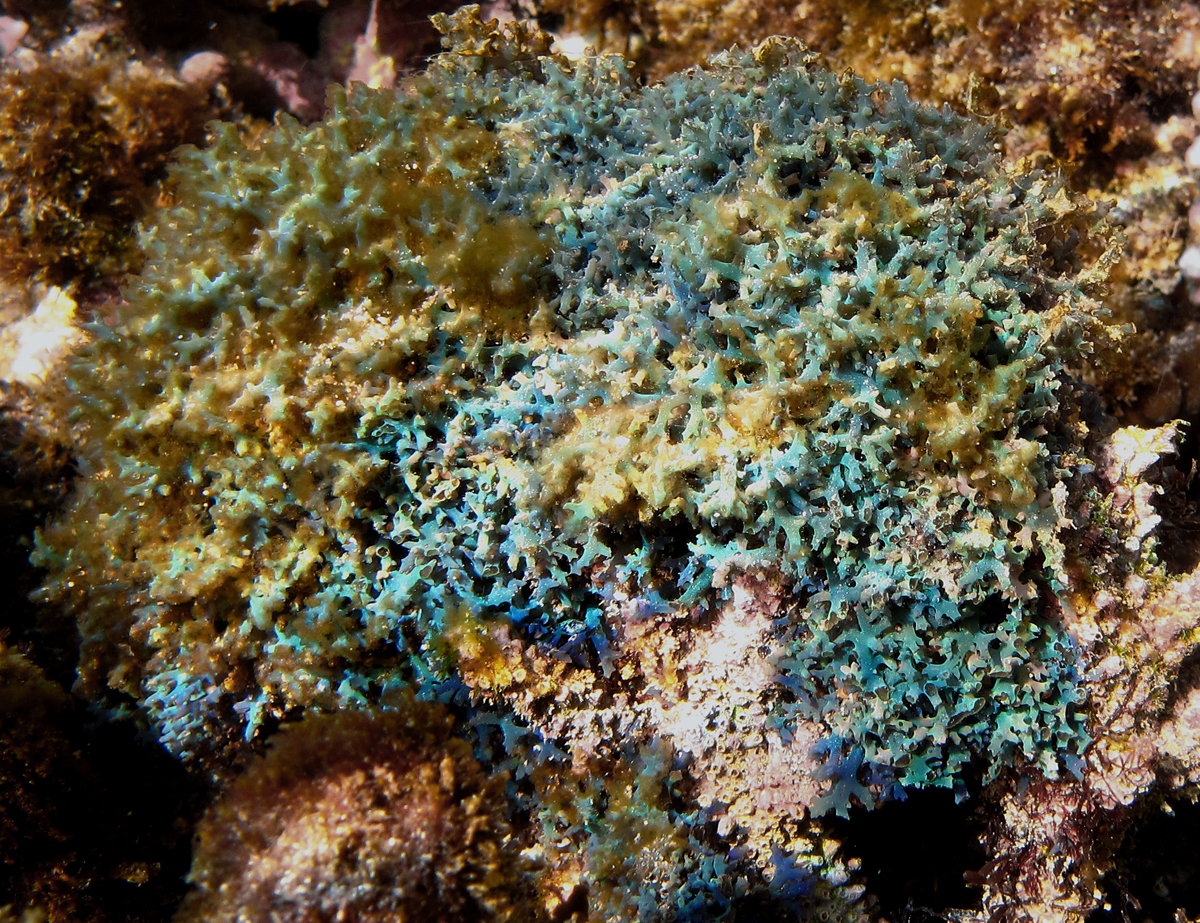
Dictyota adnata
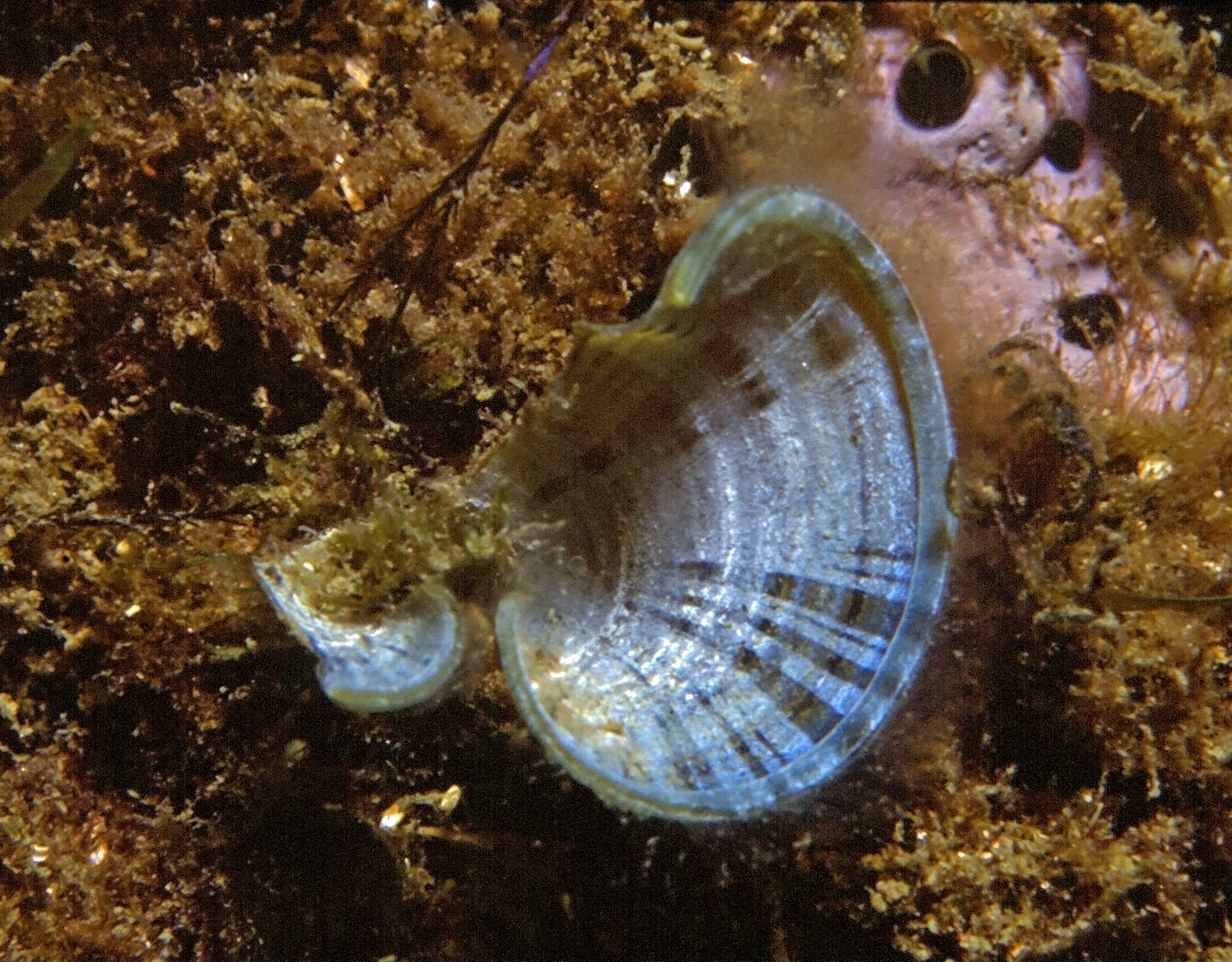
Padina pavonica
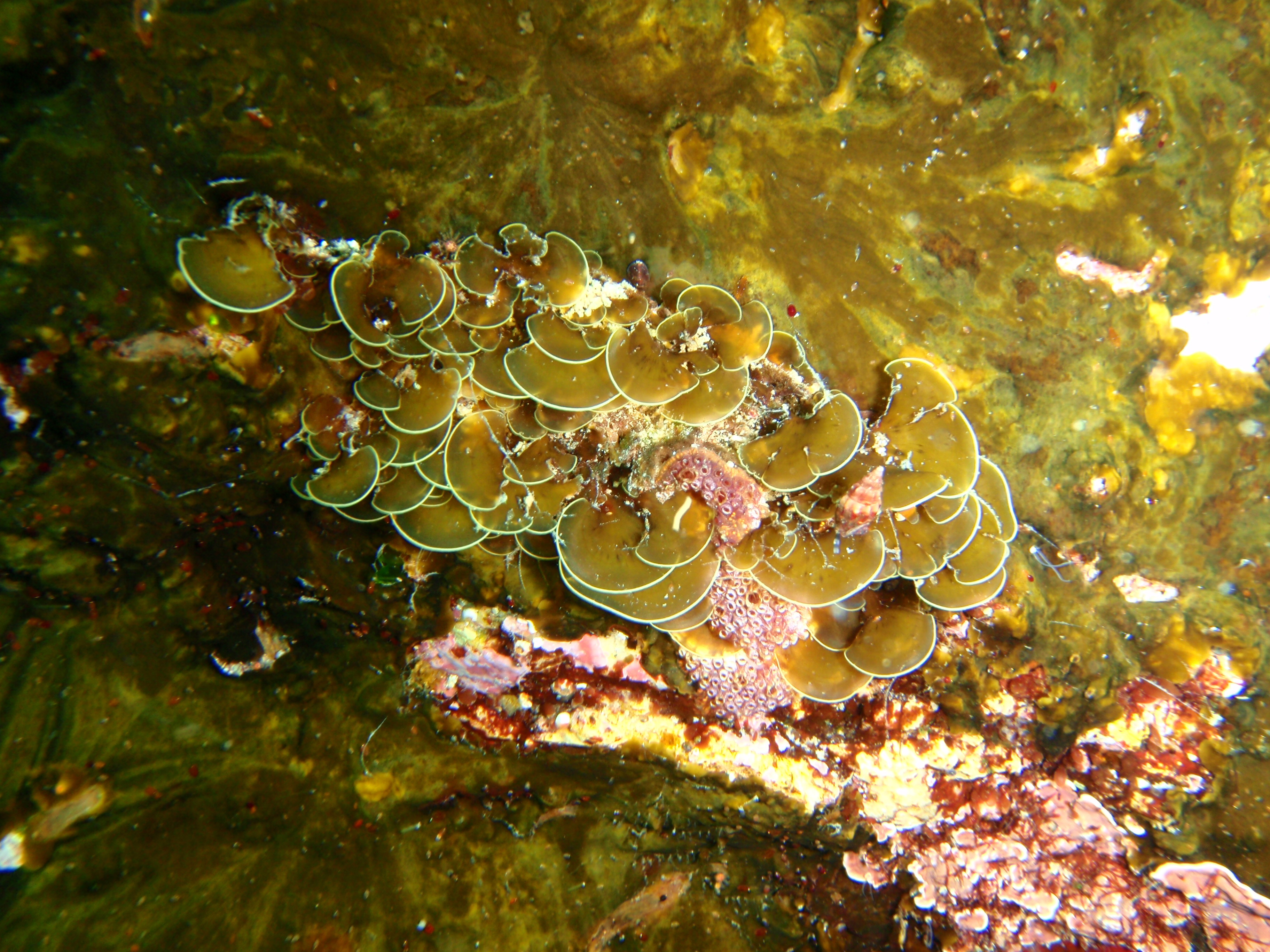
Zonaria sp.